# Unordnung und frühes Leid (Film)
Unordnung und frühes Leid ist eine 1976 entstandene Verfilmung der gleichnamigen Novelle von Thomas Mann. Unter der Regie von Franz Seitz, der den Film auch produzierte, spielten Martin Held und Ruth Leuwerik die Hauptrollen.

## Handlung
Die Erzählung, ein Nebenwerk von Thomas Mann, weist stark autobiografische Züge auf. Viele der handelnden Personen haben Ähnlichkeiten mit Mitgliedern der Familie Mann.
Deutschland zur Zeit der Weimarer Republik: Professor Abel Cornelius hat während des Ersten Weltkriegs eine deutsch-nationale Schrift veröffentlicht. Nun, im Krisenjahr 1923, möchte er sich davon distanzieren. Als ihn der Student Max Hergesell auf seine Skrupel anspricht, fühlt er sich jedoch herausgefordert und verpflichtet, seine alten Positionen wider besseres Wissen zu verteidigen.
Cornelius fällt harte Urteile über die neue Zeit und flüchtet sich in die Affenliebe zu seiner fünfjährigen Tochter Eleonore, von allen nur Lorchen genannt. Bei einem Fest seiner älteren Kinder bereitet Hergesell, den Cornelius bei allen Unterschieden aufgrund seines Talents zu akzeptieren, ja fast zu beneiden beginnt, dem wie aus der Zeit gefallenen Professor eine herbe Enttäuschung.

## Produktionsnotizen
Die Uraufführung des Films fand am 27. Januar 1977 statt.
Mit dieser minder bedeutenden Arbeit aus dem Œuvre Thomas Manns nahm der Regisseur und Produzent Seitz seine in den 60er Jahren begonnene Werkreihe von Mann-Verfilmungen wieder auf. Für die weibliche Hauptrolle konnte er den de facto weitgehend im Ruhestand befindlichen 50er-Jahre-Filmstar Ruth Leuwerik gewinnen.
Für den 82-jährigen Schauspielveteranen Walter Rilla war Unordnung und frühes Leid nach 54 Jahren Kinotätigkeit die Abschiedsvorstellung auf der großen Leinwand. Er absolvierte einen winzigen Auftritt als Fahrgast in einer Straßenbahn. Der spätere Glücksrad-Moderator Frederic Meisner spielte in diesem Film mit dem Filmsohn Martin Helds, Bert Cornelius, eine seiner wenigen Kinorollen. Die Darstellerin des Lorchens, Sophie Seitz, ist die Enkelin des Regisseurs.
Die Kostüme entwarf Ina Stein.

## Kritiken
In der Berliner Morgenpost hieß es: „Diese Emigration ins Private ist bei Mann privatissimo geschildert, die Zeit bleibt draußen vor der Tür der großbürgerlichen Villa. Seitz hat die fehlende Kontur vorsichtig nachgezogen. Er blendete Wochenschauen des Jahres 1923 in die Filmhandlung ein (darunter auch die erste, in der Hitler auf Zelluloid festgehalten ist) und ergänzt den Dialog durch Beispiele aus Schriften, in denen Mann seine Zeit deutlicher reflektiert. Sicher wäre eine kritischere Reflexion des Textes und speziell seiner Hauptfigur denkbar gewesen, doch darauf lässt sich diese behutsame und gefühlvolle Nacherzählung nicht ein. Sie bleibt immer das, was Mann werktreu nennt. Seitz stellt das fragwürdige Geschichtsbewusstsein dieses Geschichtsprofessors nicht zur Diskussion, sondern er stellt es eben dar.“ Fazit: „Das thematisch naheliegende bürgerliche Endspiel ist diese Film-Erzählung nicht geworden, sondern eher liebevolle Literatur-Denkmalpflege.“
Der Film-Beobachter analysierte die Inszenierung wie folgt. „Die Epoche, die diese Erzählung prägte, ist eine andere als die unsere. Wer diese Erzählung verfilmt, wird also von ihr kaum Auskünfte über unsere Gegenwart erwarten – eher schon wird sich einer zu einem Film veranlasst sehen, weil er Thomas Mann mag. Franz Seitzens Film ist diese Zuneigung anzumerken, und es sollte getrost gesagt werden, daß durchaus Mut dazu gehört, sich zu seiner Liebe zu einem Schriftsteller zu bekennen: immerhin ist ‚Unordnung und frühes Leid‘ ein in unserer Kino-Landschaft seltener, ungewöhnlicher Film geworden. […] Modern wirken übrigens auch diejenigen Figuren des Films, die einer jungen Generation angehören; sie könnten unserer Wirklichkeit entstammen. Franz Seitz begegnet ihnen allen mit Sympathie und Neugier. Dies gilt selbst noch für Ruth Leuwerik, die eine schrecklich un-emanzipierte Hausfrau spielt. Irgendwann ist der Film plötzlich zu Ende, und es ist, als sei man bei jenem fröhlichen und besinnlichen und anregenden Tanzabend selbst zu Gast gewesen. Man hat ein paar Menschen kenngelernt.“
Das Lexikon des Internationalen Films schrieb: „Von Qualität, Niveau und Bildreiz bestimmte Thomas-Mann-Verfilmung. Die vielschichtige Ironie und Distanzierungskunst Manns wird allerdings ins allzu Direkte übersetzt, und die melancholische Skizze des Zusammenbruchs eines großbürgerlichen Lebensstils erlangt nicht die Wirkung eines überzeitlichen Beispiels.“